# Christoph Braendle

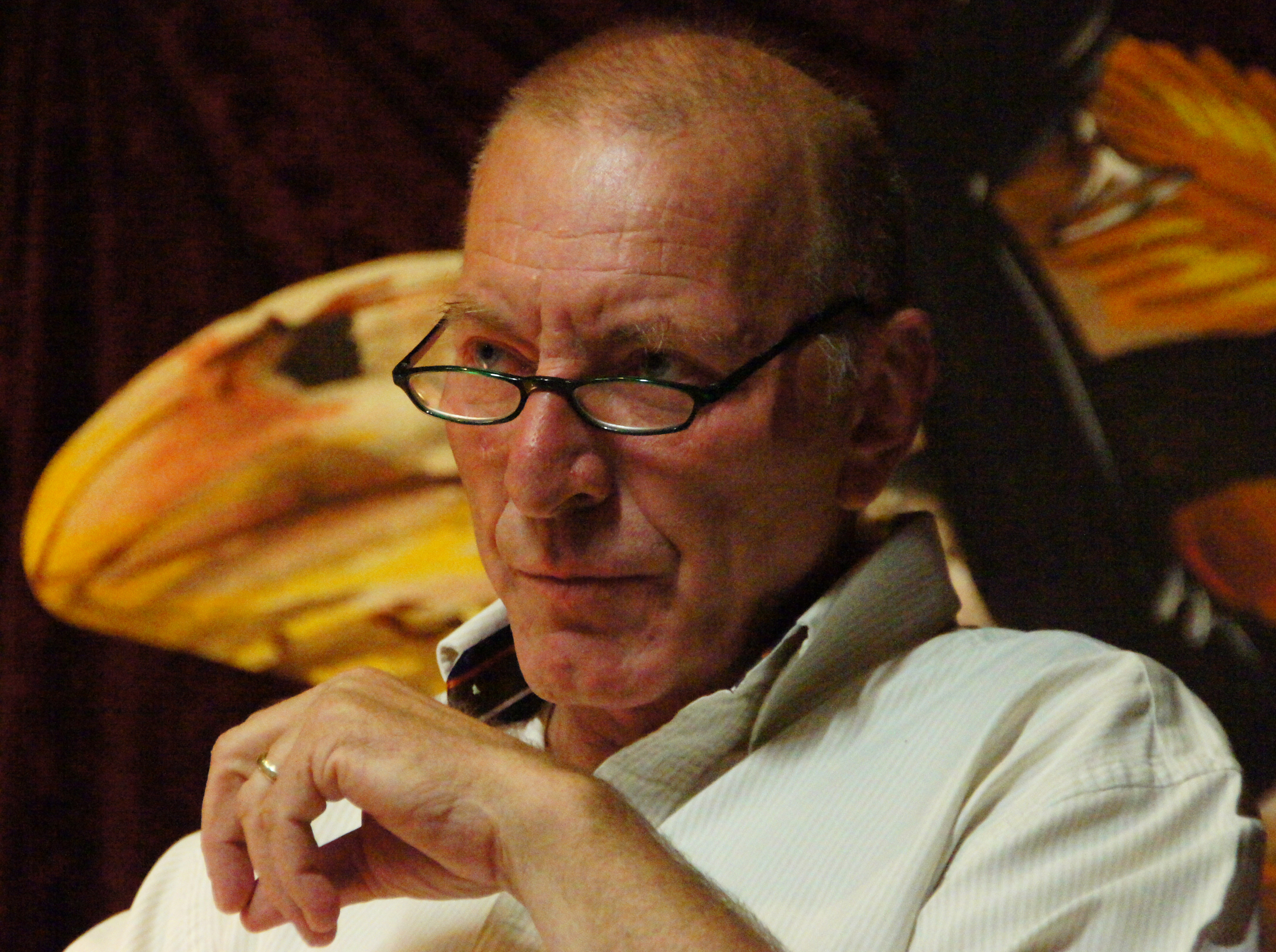
Christoph Braendle, Wien 2013.

Christoph Braendle (* 1. Juli 1953 in Bern) ist ein Schweizer Schriftsteller, Dramatiker und Journalist.

## Leben
Nach Abschluss der Volks- und Mittelschule in Zug absolvierte Christoph Braendle einige Semester Jus in Zürich. Er unternahm Reisen in Europa und Asien, lebte von 1979 bis 1982 in den USA und in Mexiko. Seit 1987 lebt und arbeitet er in Wien.
Sein Werk umfasst Romane, Essays, Reportagen und Theaterstücke. Daneben verfasst er Artikel für die Neue Zürcher, die Frankfurter Allgemeine Zeitung und andere Publikationen.
Christoph Braendle ist verheiratet und Vater zweier Töchter.

## Bücher
- Aus den Augen. Verlag Bibliothek der Provinz, Weitra 2019, ISBN 978-3-99028-823-8.
- Onans Kirchen. Czernin-Verlag, Wien 2012, ISBN 978-3-7076-0399-6.
- Das Wiener Dekameron. Metroverlag, Wien 2011, ISBN 978-3-99300-061-5.
- Österreich ist schön, oder? Eingewandert aus der Schweiz. Czernin-Verlag, Wien 2011, ISBN 978-3-7076-0352-1.
- Reportagen aus der Mitte der Welt. Verlag Bibliothek der Provinz, Weitra 2009, ISBN 978-3-900000-26-4.
- Der Meermacher. Verlag Bibliothek der Provinz, Weitra 2008, ISBN 978-3-85252-946-2.
- Der kleine Reporter: Unterwegs. Verlag Bibliothek der Provinz, Weitra 2007, ISBN 978-3-85252-805-2.
- Metapher Vietnam: Erinnerungen an die Gegenwart. Fotografie: Ernst Spycher, Fotohof, Salzburg 2005, ISBN 3-901756-56-6.
- Metaphor Vietnam: Present Memories. Fotohof. Salzburg 2005, ISBN 3-901756-57-4. (engl.)
- Fritz Molden: Ein österreichischer Held. Styria Verlag, Graz / Wien / Köln 2001, ISBN 3-222-12897-9.
- Der Unterschied zwischen einem Engel. Picus-Verlag, Wien 2000, ISBN 3-85452-727-6.
- Liebe, Freud und schöner Tod: Wiener Sonaten. Picus-Verlag, Wien 1998, ISBN 3-85452-708-X.
- Jede Menge Kafka. Prager Metamorphosen. Verlag Christian Brandstätter, Wien 1994, ISBN 3-85420-282-2.
- Die Wiener. Literaturverlag Droschl, Graz 1992, ISBN 3-85420-282-2.

## Theaterstücke (Auswahl)
- Manhattan Blues, Wien 2011.
- Marrakesch, Madrid oder Das böse Herz, Thüringen 2008.
- Shakespeare III, Wien 1996.
- Henkers Mahl, Zug 1995.
- Shakespeares Faust, Wien 1995.
- Shakespeares Vögel, Wien 1994.
- Hasenfuß, Wien 1990.
- Prometheus. Am Kreuz, Hamburg 1986.
- Heinrich Ohnesorg, Zürich 1987.